# Sympatico MSN Presents Amy Winehouse Live @ The Orange Lounge
Sympatico MSN Presents Amy Winehouse Live @ The Orange Lounge è un video live di Amy Winehouse, pubblicato a ottobre 2007.

## Tracce
1. International EPK 23:00 Sympatico MSN Presents
2. Intro
3. Back to black
4. Rehab
5. You Know I'm No Good
6. Love Is a Losing Game